# Madecassometallyra
Madecassometallyra is een kevergeslacht uit de familie van de boktorren (Cerambycidae). De wetenschappelijke naam van het geslacht werd voor het eerst geldig gepubliceerd in 1956 door Lepesme & Breuning.

## Soorten
Madecassometallyra is monotypisch en omvat slechts de volgende soort:
- Madecassometallyra madecassa Lepesme & Breuning, 1956